# Hrabia Sefton
Wicehrabiowie Molyneux 1. kreacji (parostwo Irlandii)
- 1628–1636: Richard Molyneux, 1. wicehrabia Molyneux
- 1636–1654: Richard Molyneux, 2. wicehrabia Molyneux
- 1654–1699: Caryll Molyneux, 3. wicehrabia Molyneux
- 1699–1717: William Molyneux, 4. wicehrabia Molyneux
- 1717–1738: Richard Molyneux, 5. wicehrabia Molyneux
- 1738–1745: Caryll Molyneux, 6. wicehrabia Molyneux
- 1745–1759: William Molyneux, 7. wicehrabia Molyneux
- 1759–1794: Charles William Molyneux, 8. wicehrabia Molyneux

Hrabiowie Sefton 1. kreacji (parostwo Irlandii)
- 1771–1794: Charles William Molyneux, 1. hrabia Sefton
- 1794–1838: William Philip Molyneux, 2. hrabia Sefton
- 1838–1855: Charles William Molyneux, 3. hrabia Sefton
- 1855–1897: William Philip Molyneux, 4. hrabia Sefton
- 1897–1901: Charles William Hylton Molyneux, 5. hrabia Sefton
- 1901–1930: Osbert Cecil Molyneux, 6. hrabia Sefton
- 1930–1972: Hugh William Osbert Molyneux, 7. hrabia Sefton